# Dolichoderinae
Dolichoderinae este o subfamilie de furnici, care include specii precum furnica argentiniană (Linepithema humile), furnică neregulată, furnica poroasă de casă, și furnica conică. Subfamilia prezintă o mare diversitate de specii în întreaga lume, distribuite în diferite zone biogeografice, din regiunile palearctice, nearctice, afrotropicale și malaieziene, în regiunile Orientului Mijlociu, australiene și neotropicale.
Această subfamilie se distinge prin a avea un singur pețiol (fără petiol) și un orificiu de tip fantă, din care se eliberează compuși chimici. Furnicile dolichoderine nu posedă o înțepătură, spre deosebire de furnicile din alte subfamilii, cum ar fi Ponerinae și Myrmicinae, bazându-se în schimb pe compușii chimici defensivi produși din glanda anală.
Dintre compușii produși de furnicile dolichoderine, au fost identificați mai multe terpenoide inclusiv iridomirmecina izoiridomirmecină și iridodial necunoscute anterior. Astfel de compuși sunt responsabili pentru mirosul dat de furnicile acestei subfamilii atunci când sunt zdrobite sau deranjate.

## Triburi și genuri
- Bothriomyrmecini Dubovikov, 2005
  - Arnoldius Dubovikov, 2005
  - Bothriomyrmex Emery, 1869
  - Chronoxenus Santschi, 1919
  - Loweriella Shattuck, 1992
  - Ravavy Fisher, 2009
- Dolichoderini Forel, 1878
  - Dolichoderini Lund, 1831
- Leptomyrmecini Emery, 1913
  - Anillidris Santschi, 1936
  - Anonychomyrma Donisthorpe, 1947
  - Azteca Forel, 1878
  - †Chronomyrmex McKellar, Glasier & Engel, 2013
  - Doleromyrma Forel, 1907
  - Dorymyrmex Mayr, 1866
  - Forelius Emery, 1888
  - Froggattella Forel, 1902
  - Gracilidris Wild & Cuezzo, 2006
  - Iridomyrmex Mayr, 1862
  - Leptomyrmex Mayr, 1862
  - Linepithema Mayr, 1866
  - Nebothriomyrmex Dubovikov, 2004
  - Ochetellus Shattuck, 1992
  - Papyrius Shattuck, 1992
  - Philidris Shattuck, 1992
  - Turneria Forel, 1895
  - †Usomyrma Dlussky, Radchenko & Dubovikoff, 2014

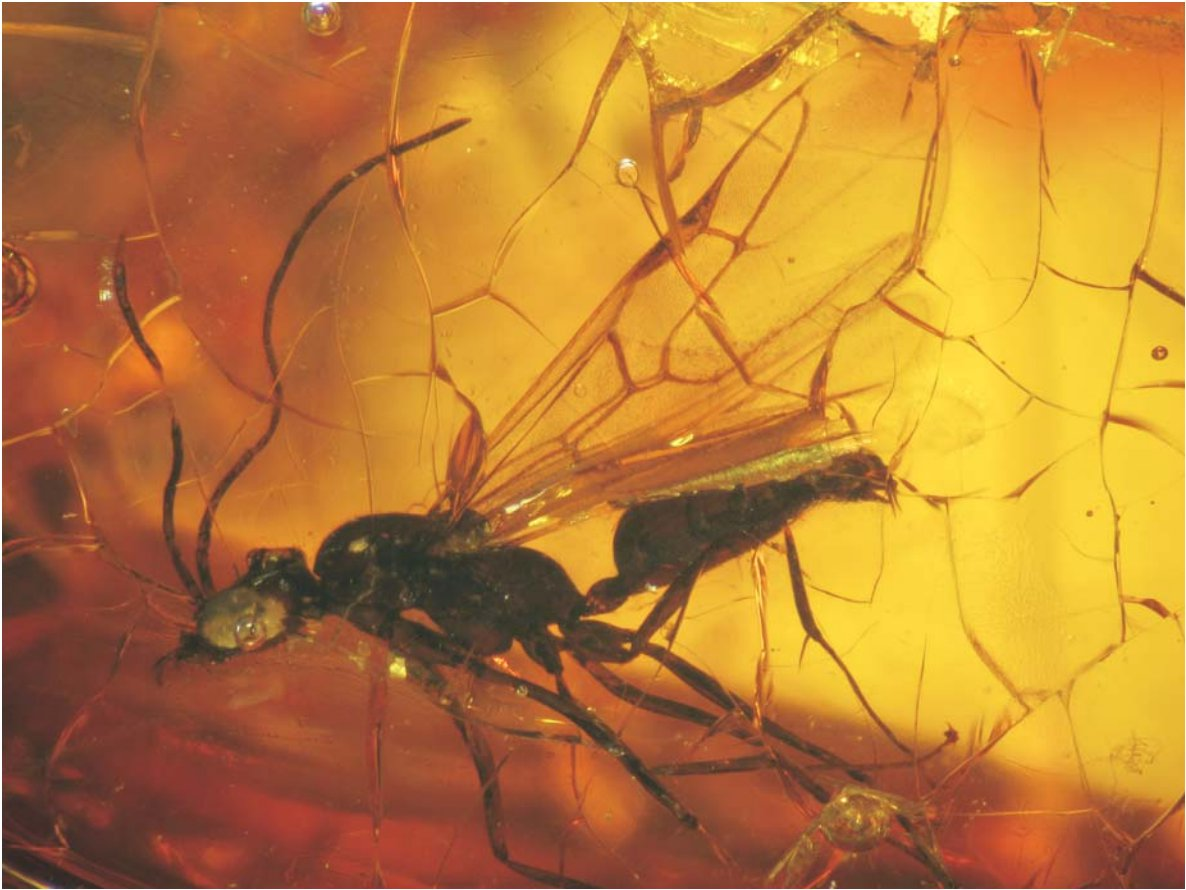
Usomyrma mirabilis

- Tapinomini Emery, 1913
  - Aptinoma Fisher, 2009
  - Axinidris Weber, 1941
  - †Ctenobethylus Brues, 1939
  - Ecphorella Forel, 1909
  - Liometopum Mayr, 1861
  - Tapinoma Förster, 1850
  - Technomyrmex Mayr, 1872
- incertae sedis
  - †Alloiomma Zhang, 1989
  - †Asymphylomyrmex Wheeler, 1915
  - †Elaeomyrmex Carpenter, 1930
  - †Elaphrodites Zhang, 1989
  - †Eldermyrmex Heterick & Shattuck, 2011
  - †Emplastus Donisthorpe, 1920
  - †Eotapinoma Dlussky, 1988
  - †Eurymyrmex Zhang, Sun & Zhang, 1994
  - †Kotshkorkia Dlussky, 1981
  - †Ktunaxia Lapolla & Greenwalt, 2015
  - †Leptomyrmula Emery, 1913
  - †Miomyrmex Carpenter, 1930
  - †Petraeomyrmex Carpenter, 1930
  - †Proiridomyrmex Dlussky & Rasnitsyn, 2003
  - †Protazteca Carpenter, 1930
  - †Yantaromyrmex Dlussky & Dubovikoff, 2013
  - †Zherichinius Dlussky, 1988